# Episodi di Acapulco
La prima stagione della serie televisiva Acapulco, composta da 10 episodi, è stata distribuita negli Stati Uniti d'America su Apple TV+ dall'8 ottobre al 3 dicembre 2021.
Gli episodi sono stati distribuiti in Italia nelle stesse date e sulla stessa piattaforma.
| nº | Titolo originale                        | Titolo italiano                       | Pubblicazione USA | Pubblicazione Italia |
| -- | --------------------------------------- | ------------------------------------- | ----------------- | -------------------- |
| 1  | Pilot                                   | Pilota                                | 8 ottobre 2021    | 8 ottobre 2021       |
| 2  | Jessie's Girl                           | La ragazza di Jessie                  | 8 ottobre 2021    | 8 ottobre 2021       |
| 3  | Invisible Touch                         | Un tocco invisibile                   | 15 ottobre 2021   | 15 ottobre 2021      |
| 4  | Crazy Little Thing Called Love          | Una piccola cosa pazza chiamata amore | 22 ottobre 2021   | 22 ottobre 2021      |
| 5  | All Night Long                          | Per tutta la notte                    | 29 ottobre 2021   | 29 ottobre 2021      |
| 6  | Uptown Girl                             | La ragazza dei quartieri alti         | 5 novembre 2021   | 5 novembre 2021      |
| 7  | For Your Eyes Only                      | Solo per i tuoi occhi                 | 12 novembre 2021  | 12 novembre 2021     |
| 8  | Time After Time                         | Giorno dopo giorno                    | 19 novembre 2021  | 19 novembre 2021     |
| 9  | The Most Wonderful Time of the Year     | Il periodo più bello dell'anno        | 26 novembre 2021  | 26 novembre 2021     |
| 10 | You Should Hear How She Talks About You | Dovresti sentire come lei parla di te | 3 dicembre 2021   | 3 dicembre 2021      |